# Josef Münzberger
Josef Münzberger (* 2. března 1968) je bývalý český fotbalista, obránce.

## Fotbalová kariéra
V české lize hrál za FK Dukla Praha. V české lize nastoupil ke 26 utkáním. V československé lize nastoupil v 9 utkáních a dal 1 gól (svou jedinou branku v kariéře vsítil na hřišti Prešova).

## Ligová bilance
| Ročník                                     | Zápasy | Góly | Klub           |
| ------------------------------------------ | ------ | ---- | -------------- |
| 1. československá fotbalová liga 1992/1993 | 26     | 0    | FK Dukla Praha |
| 1. česká fotbalová liga 1993/1994          | 9      | 1    | FK Dukla Praha |
| Česká fotbalová liga 1994/1995             | -      | 0    | FK Dukla Praha |
| Česká fotbalová liga 1995/1996             | -      | 1    | FK Dukla Praha |
| 2. česká fotbalová liga 1996/1997          | 11     | 0    | FC Dukla       |
| CELKEM 1. liga                             | 26     | 0    |                |